# Winnie the Pooh: Ro e la magia della primavera
Winnie the Pooh - Ro e la magia della primavera (Winnie the Pooh: Springtime with Roo) è un film del 2004 diretto da Saul Blinkoff ed Elliot M. Bour. È un film d'animazione direct-to-video prodotto dalla DisneyToon Studios e distribuito dalla Buena Vista Home Entertainment il 24 marzo 2004. È basato sui personaggi dei libri di Winnie the Pooh scritti da A. A. Milne. È il settimo film della serie iniziata con il classico Disney Le avventure di Winnie the Pooh.

## Trama
È arrivata la Pasqua nel Bosco dei Cento Acri: Pooh, Pimpi, Tigro, Ih-Oh e soprattutto un emozionatissimo Ro non vedono l'ora di festeggiare e di iniziare la tradizionale caccia alle uova decorate, quindi si recano felici a casa di Tappo, convinti che, come tutti gli anni, lui stia preparando i festeggiamenti. Con loro grande sorpresa, invece, il loro amico coniglio afferma che quello è il "Grande giorno delle pulizie di primavera" e assegna loro l'incarico di pulirgli perfettamente tutta la casa, dividendo i compiti, e poi va a sistemare il suo orto.
Tutti sono molto delusi, ma si mettono comunque al lavoro per non deludere Tappo. Mentre sono impegnati a pulire, Pooh, a causa della polvere, non riesce a trattenere un gigantesco starnuto, che come una tromba d'aria mette a soqquadro la casa. Ro, a cui era stato assegnato il compito di pulire il ripostiglio, vi trova uno scatolone con le loro decorazioni pasquali. I cinque amici pensano allora che Tappo non abbia allestito la festa perché non trovava le decorazioni, così decidono di fargli una sorpresa addobbando la casa. Quando Tappo ritorna, però, si infuria perché non hanno fatto quello che lui aveva seriamente ordinato e li sbatte letteralmente fuori da casa sua; poi, mentre Ro lo osserva da dietro la finestra, calpesta e getta via il cappello che usava per impersonare il Coniglio di Pasqua.
Vedendo Ro molto avvilito per l'accaduto, Tigro decide di andare a parlare con Tappo per cercare di farlo ragionare. Tentando di fargli ricordare quanto amasse la Pasqua, con l'aiuto del narratore lo porta indietro nel tempo, fino alla celebrazione della Pasqua dell'anno prima, che fu anche la prima Pasqua di Ro nel Bosco dei Cento Acri. Si scopre quindi che Tappo, in qualità di Coniglio di Pasqua, voleva realizzare la decorazione e la caccia delle uova con una pianificazione ed una precisione maniacale, togliendo ai suoi amici tutta la spontaneità e il divertimento. Stanco di sottostare alle direttive di Tappo, Tigro aveva preso di nascosto le uova e, seguito dagli altri, iniziato la caccia alle uova senza di lui. Vedendo gli amici che si divertivano moltissimo in sua assenza, Tappo si era sentito escluso dalla festa e defraudato del suo ruolo, quindi aveva deciso che non avrebbe mai più organizzato i festeggiamenti della Pasqua.
Tigro quindi si rende conto di quanto Tappo l'anno prima si fosse sentito offeso e cerca di scusarsi con lui, ma il coniglio non vuole sentire ragioni e vuole essere lasciato solo. Tigro non può far altro che tornare dai suoi amici con la brutta notizia: purtroppo non è riuscito a far cambiare idea a Tappo. Il coniglio, stanco e irritato, chiede di essere riportato a casa sua: il narratore, però, fingendo di sbagliare pagina casualmente, lo porta alla casa di Ro, dove si vede il piccolo canguro triste che disegna sé stesso insieme a un Tappo con la faccia sorridente e dice a mamma Kanga che in realtà ciò che gli interessa maggiormente non è la festa di Pasqua, ma che il coniglio ritorni ad essere felice. Tappo però rimane irremovibile anche stavolta, se ne torna a casa, sgombera la casa da tutto ciò che gli ricorda la Pasqua, mettendolo in uno scatolone, e poi si addormenta.
Il narratore, dopo aver ammesso che il suo compito si sta rivelando più difficile del previsto, ritorna a trovare Tappo in sogno e lo porta nelle "pagine che non sono ancora state scritte", che rappresentano il futuro nel Bosco dei Cento Acri. Qui è il "Grande giorno delle pulizie di primavera" e tutti i lavori sono stati svolti esattamente come voleva Tappo. Il coniglio inizialmente è molto felice, ma poi scopre che è rimasto da solo: il narratore lo informa che il Bosco dei Cento Acri è deserto, perché i suoi amici, stanchi del suo comportamento dispotico, se ne sono andati. Dopo averli cercati invano per tutto il bosco, Tappo si rende finalmente conto di essere stato un pessimo amico, perché ha cercato di controllare una festa che gli altri invece volevano godersi liberamente. Spaventato dalla prospettiva di perdere i suoi amici, promette di cambiare il proprio atteggiamento, visto che è ancora in tempo (in quanto le pagine del futuro sono ancora da scrivere), e va a prendere lo scatolone con dentro le decorazioni pasquali. Quando lo apre, però, scopre con orrore che è vuoto e urla dalla disperazione. Risvegliatosi nella realtà, il mattino seguente, va ad aprire lo scatolone e trova le decorazioni lì dove sono sempre state; rendendosi conto degli errori fatti in passato, organizza per i suoi amici una bellissima festa, con tanto di caccia alle uova.
Nel frattempo Ro ha un'idea per rendere Tappo di nuovo felice: riparare il suo cappello da Coniglio di Pasqua. Va allora a svegliare gli altri amici e tutti insieme si mettono all'opera. Il coniglio arriva proprio nel momento in cui loro terminano il restauro e in un primo momento finge di essere ancora molto arrabbiato, ma poi rivelare che sta solo scherzando, restituisce agli amici le decorazioni pasquali che aveva loro sottratto e mostra loro la festa che ha organizzato. Ro, felicissimo, gli mette il cappello da Coniglio di Pasqua e così tutti si riconciliano e festeggiano insieme una splendida Pasqua.

## Doppiaggio
| Personaggio     | Doppiatore originale | Doppiatore italiano                                |
| --------------- | -------------------- | -------------------------------------------------- |
| Winnie the Pooh | Jim Cummings         | Marco Bresciani                                    |
| Tigro           | Jim Cummings         | Luca Biagini                                       |
| Tappo           | Ken Sansom           | Valerio Ruggeri (dialoghi) Mino Caprio (canto)     |
| Ro              | Jimmy Bennett        | Alex Polidori                                      |
| Kanga           | Kath Soucie          | Aurora Cancian                                     |
| Pimpi           | John Fiedler         | Luca Dal Fabbro (dialoghi) Stefano Rinaldi (canto) |
| Ih-Oh           | Peter Cullen         | Paolo Buglioni                                     |
| Narratore       | David Ogden Stiers   | Michele Kalamera                                   |

## Edizioni home video

### VHS
La prima e unica edizione in VHS del film uscì in Italia nel maggio 2004; presentava il film nel formato 4:3 pan and scan.

### DVD
La prima edizione DVD uscì il 17 maggio 2004, contemporaneamente all'edizione VHS.
La seconda edizione DVD uscì il 24 marzo 2010, all'interno della "Collezione Winnie & i suoi amici"; il DVD era identico a quello dell'edizione precedente.
La terza edizione DVD è uscita il 27 giugno 2012, all'interno della collana "Winnie the Pooh - La Collezione". Anche questo DVD è uguale a quello delle edizioni precedenti, con l'aggiunta del contenuto speciale "Suoni della primavera".